# Цесте
Цесте (на словенски: Ceste) е село в Словения, Савински регион, община Рогашка Слатина. Според Националната статистическа служба на Република Словения през 2002 г. селото има 123 жители.